# 堀田優希
堀田 優希（ほった ゆうき、1994年5月7日 - ）は、日本の俳優、YouTuberである。兵庫県明石市出身。舞台、イベント出演の他、YouTuberとしても活動している。

## 略歴

### 略歴
エンターテインメントボーイズユニット『EMBLEM』の元メンバー。ユニット所属時のメンバーカラーは緑。契約終了の為、2021年3月31日付けで株式会社GFAを退所。
LINE LIVE内のイベントにて、YouTubeチャンネル『ボンボンTVの日常』(現ぷらぷらぶ)へのゲストMCとしての出演権を獲得し、ゲスト出演を重ね2021年3月25日からメインMCとして活動、2024年8月31日をもってぷらぷらぶを卒業した。
2024年7月7日に個人チャンネル『たこちゃんねる』を開設し、自身の人生を映していくチャンネルとして現在もYouTube活動を続けている。
また、イベント制作会社『Taco Entertainment』を設立し、複数のイベント制作も手掛けている。

## 人物
- 愛称は、たこくん、ほったくん、など
- 特技は空手（全日本空手道連盟公認初段）
- 好きな食べ物は串カツ・お好み焼き
- 好きな動物はミニブタ
- 夢は仮面ライダー&有名人になること

## 主な出演

### 映画
- 『恋するふたり』[5]（2018年9月一般公開）
- 『黒蝶の秘密』[6]（2018年10月公開）- 桜木浩役
- 『多動力 The Movie』[7](2019年2月公開)
- Netflix映画『シティーハンター』[8]（2024年4月公開）
- 映画『岡野教授の高校協奏譚』[9]（2024年6月公開）-生徒役

### TVドラマ
テレビ朝日「仮面ライダービルド」（2018年4月） 

### テレビ番組
- テレビ朝日 他『そんなコト考えた事なかったクイズ！トリニクって何の肉！？ 』 [11]（2019年5月）

- フジテレビ『爆笑そっくりものまね紅白歌合戦スペシャル』[12]  鬼滅の刃 竈門炭治郎役

### 舞台
- 舞台「劇団シャイニング from うたの☆プリンスさまっ♪『マスカレイドミラージュ』」 [13]（2017年9月28日 - 10月1日・AiiA 2.5 Theater Tokyo 2017年10月5日 - 8日・新神戸オリエンタル劇場）- アンサンブル
- 劇団まけん組プロデュース公演vol.1『ダーリンの進化論』[14](2017年12月6日 - 10日・恵比寿エコー劇場）- 風見恭介/エコライザー役
- リードワンプロモーション　ブシプロ　共同企画「ブリキの茶袱台」（2018年2月7日 - 13日・シアターグリーンBIG TREE THEATER）- 朝倉玲役
- 劇団ToyLateLie ToyLateLie第8回本公演 『俺はヤンキーになりたかった。』（2019年5月15日 - 19日・新宿村LIVE）- 原田光輝役
- 朗読劇『シェアハウCHU！～LIVE☆NEXT～季節の恋』 春・夏公演  （2019年6月28日 - 30日・上野ストアハウス）
- 『トワイライト・ミュージカルZONEｰ00 満月』[15]（2019年7月14日 - 21日・CBGKシブゲキ!! ） - 月彦役
- PUPA musical『夢幻泡影シリーズ』第一弾『夢』[16]（2019年10月31日 - 11月3日・新宿村LIVE） - 神代安吾 役
- 舞台『RED&BEAR～クィーンサンシャイン号殺人事件～』[17]（2020年1月24日 - 2月2日・サンシャイン劇場） - 吉武 役
- 『ダンス・ミュージカル お私立花村学園』 （2020年12月26,27日・滝野川会館 大ホール）- 瀬戸樹役
- 『GO,JET!GO!GO!PARADISE LIVE4』[18](2021年4月 ｰ 5月・A-Garage) - チームC 大地役  緊急事態宣言再発令に伴う東京都の要請を受け、1部の公演を無観客配信で上演。その他の公演は休演となった。
- 『音楽劇 男おいらん～歌舞繚乱～』[19]（2021年6月30日 - 7月4日・新宿村LIVE）- 蓮組 千早役
- BAlliSTA 短編朗読劇公演 IMPRESSION vol.11[20] （2021年9月11日,12日・こった創作空間）- 幸せのカタチ ハル役
- ＦＰアドバンスプロデュース公演 『舞台「灼熱！ボンタンＰＵＮＫロッカークラシックス」〜鼻たれ小僧、涙の爆裂上京編〜』（2022年2月2日 - 6日・新宿村LIVE）-  竹内ピアニッシモ樹役
- 音楽劇『WINNIE-THE-POOH!(ウィニー・ザ・プー)もうひとつの物語。』（2022年5月5日 - 8日・新宿村LIVE）- コブタ役
- BAlliSTA 短編朗読劇公演 IMPRESSION vol.17[20]（2022年11月11日 - 13日・荻窪小劇場）- to live-シャッターの向こう側 - 大貴役
- CONT STAGE『空き家のニジマス』[21] （2023年2月23日 - 26日・池袋西口GEKIBA）
- ALPHA Entertainment × E-Stage Topia　オドレシリーズvol.3 『ヨツバリベンジ』[22] （2023年3月23日 - 31日・伝承ホール）- 堀井弾役
- イケッチャオ‼︎Stage『不器用な俺らの鼓動』[23] （2023年5月2日 - 7日・コフレリオ新宿シアター） - 上木圭太役
- わたあめ工場 2023年度本公演 #19『Vamp up』[24] （2023年11月30日 - 12月3日・CBGKシブゲキ!!）- ルカーチェ役
- なおりく第二本公演『間。』（2024年5月8日・バルスタジオ）- 日替わりゲスト
- 劇団えのぐ わたあめ工場 合同企画 えのぐ工場『それは不透明に繋がって〜Shangri-la Notes』[25]（2024年5月30日 - 6月2日・シアターグリーン BOX in BOX THEATER）- ファウルズ役

### イベント
- ぴゅぱミュ　DVD発売イベント「YUMEGAOKA GAKUEN RETURNS」[26]（2020年2月22日・MUSE代々木）
- ZUUUM 〜Monthly Creators Live〜 2月号！第2部 [27] （2022年2月19日・Flowers LOFT）
- 堀田優希バースデーイベント『出会いにしぇしぇ たこくんバースデー』1部～3部 [1]（2022年6月4日・MUSE代々木）
- 堀田優希 ミニLIVE＋トークショー＆チェキ撮影会@タワーレコード池袋店 （2022年9月10日・タワーレコード池袋店）
- 堀田優希バースデーイベント『小さく広がれ！たこりんぐ！！』1部～3部 [28]（2023年6月10日・恵比寿ガーデンプレイスタワー）
- 堀田優希バースデーイベント『たこくん新時代への船出フェス』2days(6/22〜6/23)[29]（2024年6月22日・WoodyTheater中目黒 / 6月23日・恵比寿ガーデンプレイスタワー）
- 堀田優希バースデーイベント『ホトケのたこくん~そして神になる~』2days(6/7〜6/8)[30]（2024年6月7〜8日・大塚ドリームシアター）

## CD

### CD
- オリジナルCD『With you』（2022年9月1日～10日タワレコ池袋店限定発売）[1]